# 陳濟桓

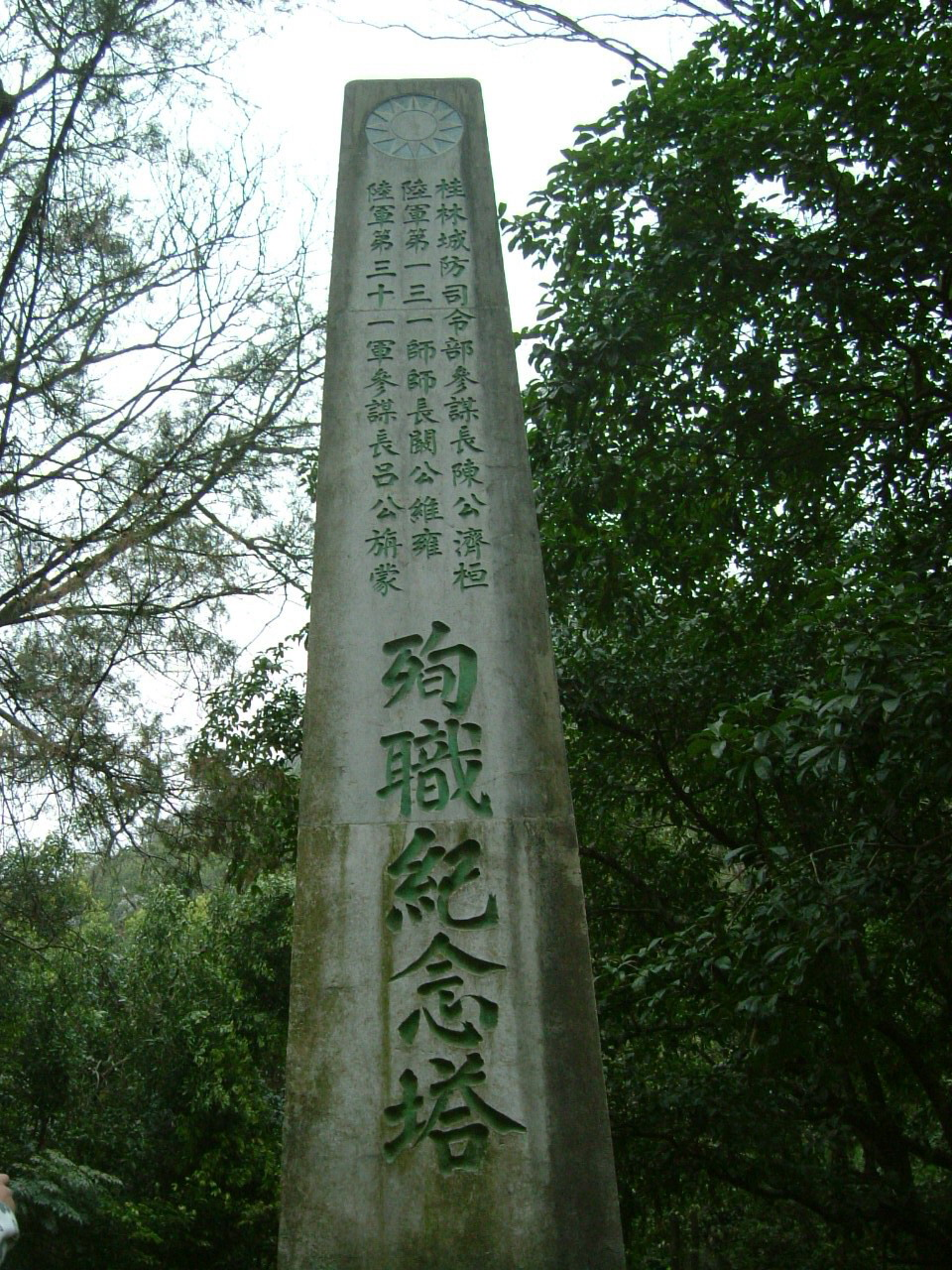
陈济桓、阚维雍、吕旃蒙殉职纪念塔

陳濟桓（1893年—1944年），中華民國陆军中將，新桂系将领。為抗日戰爭期間陣亡的中國高級將領之一。2014年，列入第一批著名抗日英烈和英雄群体名录。

## 生平
辛亥革命時，曾隨廣西混成協離桂北伐，支援武昌起義軍。辛亥革命後，在陸榮廷部充任下級軍官，先後任排、連、營長，參加護國戰爭和護法戰爭。1921年，率部投奔傾向粵方的田南警備司令馬曉軍，任營長，駐防百色，後改任司令部少校參謀。1922年5月，隨黃紹投奔桂林廣西自治軍第二路司令李宗仁。
1923年7月，黃部在梧州起義，任少校副官。1925年7月，由營長升為統領（團長）。1926年夏，所部編為第二十一團，隨軍參加北伐。1927年8月，調往第七軍軍部任少將參軍。不久，改任漢口禁煙局局長。1930年夏，因功升任十五軍第四十三師副師長兼一三二團長。1933年，入中央陸軍軍官學校南寧分校高級班深造。1936年兩廣事變時，升任中將參軍。抗日戰爭爆發後，任廣西綏靖公署第二金礦主任。
1944年9月，日軍15萬多人，從湖南、廣東兩方面入侵廣西省。時奉命出任桂林防守司令部參謀長，協助防守司令韋云淞防守桂林。就職後，對守城工作極為負責。常到城區各地視察，與有關人員仔細研究防守計劃和城防工事的構築等問題。10月26日，集結在全縣、道縣一線的日軍分數路向桂林發起攻擊。迅速突破大小榕江、高尚田、海洋坪和陽朔、荔浦、修仁等地的中國守軍外圍防線。於11月初將桂林四面合圍。此時，桂林守軍不足兩萬人，敵眾我寡，局勢十分危急。9日晨，日軍在炮火掩護下開始強渡灕江，向桂林發起總攻。他督部頑強抵抗，戰鬥異常激烈。由於眾寡懸殊，戰況對守軍越來越不利。10日，城防司令部決定放棄桂林，向外突圍。傍晚，遂與部分守軍向城西突圍，當衝至猴山隘時，被日軍火力所封鎖。當即受重傷倒地，為不被俘受辱，遂以手槍自殺，壯烈殉國。